# Coccoloba hirtella
Coccoloba hirtella är en slideväxtart som beskrevs av Cyrus Longworth Lundell. Coccoloba hirtella ingår i släktet Coccoloba och familjen slideväxter. Inga underarter finns listade i Catalogue of Life.